# Сребное
Сре́бное (укр. Срібне) — посёлок в Прилукском районе Черниговской области Украины, административный центр Сребнянской поселковой общины. До 17 июля 2020 года был административным центром Сребнянского района. Расположен на реке Лысогор и её притоке Сребнянке.

## История

### Археологические находки
На территории Городища обнаружено большое количество лепной керамики, часть которой лощёная. Представлена фрагментами горшков, корчаги, мисок, обломков амфор, фрагменты чернолаковой посуды. Городище было расположено на северо пограниччи скифских лесостепных племен Днепровского Левобережья. Выразительный и богатый керамический материал из них (прежде всего большое количество импортной посуды) позволяет говорить о том, что в этом регионе были оживленные торговые связи с Северным Причерноморьем, а городище Сребное своеобразным перевалочным центром торговли с племенами лесной зоны, и прежде всего с племенами милоградськой культуры Подесенья.

### Средневековье
Первое упоминание о Серебряном в летописях датировано 1174 годом под названием городок Серебряный. Она свидетельствует о том, что князь Игорь Святославович, догнав 20 июля во Серебряным половцев, разбил их и отнял награбленное.
Во времена Руси Серебряное входило в состав Переяславского княжества.
Со второй половины XII века города Прилуцкого региона надолго исчезают из летописей и об их судьбе до XVI века можно только догадываться. Вероятно, их разрушили татары, нагрянувшие на Русь в 1237 г.
Возможно, Серебряное возродилось в 14 в., но снова было разрушено крымским ханом Менгли-Гиреем 1482.

### Речь Посполитая
В 1592 упоминается «Серебряно городище», вблизи которого в начале 17 в. построена крепость. В XVI ст. Серебряное входила в так называемой «Вишневетчины». Племянник Петра Могилы, который перешёл из православия в католицизм, Ярема Вишневецкий, основывает церковное братство в Сребном со школой, госпиталем и местом для собраний. Событие состоялось в 1640 года) в день окончания строительства церкви так называемым «уписом» в книгу живота (на престольный Евангелие) в Кресто-Воздвиженской церкви: «повелением его княжеской милости Яремы Вишневецкого». Здание церкви во имя честного Креста Господня осуществились по инициативе отца Георгия Созанского, что был тогда местным священником.
Население Серебряного активно участвовало в казацких восстаниях 1630-х гг и в восстании Богдана Хмельницкого, в ходе которого была образована Сребнянская сотня. Её возглавил Павел Федоренко и на протяжении 6 лет участвовал во всех походах и сражениях Хмельницкого.
Во времена польско-московской войны 1658—1659 годов городок Серебряный претерпел разрушение. Согласно летописи Выговский «заслал ординанц свой до Прилукского полковника Дорошенка, абы с полком своим станул в городи Сребном». Но князь Пожарский с царскими войсками «без великого труда город Сребное достал, жителей тамошних единых вырубал, а других в полон забрал со всеми их, а вторых в плен забрал со всеми их набыткамы, а козаков полка Прилукского, там бывших, разгромили и распудил, так же и сам полковник их Дорошенко, как Заец по блот тамошних гонимый, по едва бегством спасался от беды своея тогдашнея».
Согласно словам летописца Самуила Величко 1659 года Сребное имело статус города. В переписной книге Малороссии 1666 года является «роспись города Срыбного, а Серебреного по прозванию тож». Серебряное или Сребно имело статус как и Прилука, Пирятин, Миргород, Лубны, Хорол.
В течение последующих лет Сребное отстроено и заселено заново. Перепись 1666 года зарегистрировала здесь только 114 хоз. мещан (не учитвыая казаков). В числе их было 36 хоз. мещан «первой статьи» (богатые), один двор мельника и один — «мельничного целовальника», также отнесённых к мещанам «первой статьи», 9 хоз. мещан «средней статьи» (в том числе 3 двора мясников) и 67 хоз. мещан «меншой статьи». Из этого видно, что ремесленный слой в Сребном. практически отсутствовал. Это также было следствием разрушения города 1659. В последующие годы положение с ремесленным населением в городе изменилось к лучшему.
В XVII веке Сребном базары собирались по понедельникам и пятницам, а ярмарка — «в день Николы осеннего».
В 1708—1709 году Шведское войско Карла XII перед Полтавской битвой стояла на зимних квартирах в Сребряном и округе.
В 1718 — 25 дворов казаков, 322 дворов крестьян. Расположение местечка в центре торговых путей и наличие возможностей для сбыта товаров способствовало развитию ремесленничества.
В 1731 году, несмотря на то, что в основном народ занимался земледелием, в Сребном было уже пять цехов: ткацкий, портняжный, кузнечный, шаповальський и мясника. Ремесленники продавали свои изделия на ярмарках. Главными предметами торговли были шапки и табак. Особенное в славился сорт табака «Сребнянка». В этом году в местечке действовали 2 церкви — «городская» есть центральная и «подгорная», кроме того, в с. Подоле, который был фольварком местечка и отдельно от Серебряного в 18 в. не показывался, была ещё «подольская» церковь. 1741 бывший Сребнянский сотник Антон Троцина в своем завещании приказывает: «… на все три церкви Сребрянськи по 40 золот. дать …». Таким образом, в то время в Сребном были церкви,: Преображенская, Воздвиженская и подольская Николаевская.
По данным ведомости 1737 в Сребном числилось 37 хоз. казаков (8 выборных и 29 подпомощников), 538 хоз. посполитых и 7 хоз. подсоседков. А по данным ревизии 1740 в Сребном — 201 двор (204 дома) крестьян, 18 дворов (18 домов) «майстерових», 11 БДТ. хат подсоседков, 21 двор (27 домов) казаков; действовали 3 казацкие школы, 2 госпиталя, 6 кабаков.
В Сребном как и во всей Украине, постепенно усиливалась эксплуатация крестьян, росли их повинности. Вследствие этого немало крестьян оставило родные места, спасаясь на Запорожье. С Сребнянской сотни за период 1736-40 сбежали 57 человек При раздаче грузинам в 1740-х pp. крестьян на Украине, в Сребном было роздано до 200 дворов князьям Орбелиани. Своих крестьян получили Жеваховы и Тумановы. После этого в местечке осталось около 150 свободных крестьянских дворов. Позднее (1752) их выпросила у гетмана Кирила Разумовского сестра его Агафья, которая была замужем за б.т. Власом Климовичем (Будлянским).
В 1752 году Сребное было передано сестре Разумовского — Агафье. С 1780 года Серебряное перешло к её родственникам Буднянських.
В 1768 году основано Прилуцкое духовное правление, при нём было духовное наместническое правления в Сребном.
1780 в Сребном было 32 двора (60 домов) казаков, 411 дворов (539 домов) крестьян и 22 двора (37 домов) подсоседков. Крупнейшим землевладельцем в С. был камергер Михаил Власович Будлянский. 1784 ему принадлежали 295 дворов (380 домов) крестьян; грузинским князьям и др. владельцам — 166 дворов крестьян. 1780 в Сребном (вместе с Подолом), кроме крестьян, Налич. 35 дворов у помещиков, разночинцев и духовенства, 10 дворов (27 домов) казаков выборных, 22 дворы (33 дома) казаков подпомощников. Всего крестьян и казаков проживало 1999 душ чел. и 1978 душ муж. пола. Действовали 4 деревьев, ц-ви (четвёртой стала деревьев. Крестовоздвиженскую а ц-ва, построенная 1784 вместо старой, построенной в 1640-х годах), кирпичный з-д Будлянский, 6 ставов вод. мельниц, 6 цехов (портняжный, шаповальський, сапожный, скорняжный, ткацкий и кузнечный); прежнему базары по понедельникам и пятницам, а ярмарок стало два: первый — в Юрьев день (23 апреля), второй — на Рождество Пресвятой Богородицы (8 сентября).
Есть на карте 1787 года

### Губернский период
С 1782 Сребное — центр волости Черниговского наместничества, с 1802 — волостной центр Сребнянской волости Прилукского уезда Полтавской губернии.
В 1789 году в Сребном В. Будлянский основал суконную мануфактуру, которая производила для собственных нужд 660 арш. сукна в год. Жители вирощувалы табак, особенно ценным считался сорт «Сребнянка», впоследствии был выведен новый сорт «Рубанка». Табак вывозили в Москвы, Петербург а, Варшавы, Рига, Дании и т. д.
1796 в Сребном проживало 1763 души муж. пола, из них 183 — казаки, 72 — крестьяне государственные, 1508 — крепостных.
1812 году во время русско-французской войны в Сребном было сформировано 2 казачьих полка (из девяти казачьих полков, которые выставила Полтавская губерния).
При разделе Прилуцкого уезда состояния в Сребном разместилась становая квартира 2-го состояния (1837—1923).
В 1841 году Кресто-Воздвиженская церковь была перестроена.
В 1842 году Сребное было куплено помещиком Трифоновским, который построил здесь сахарный и мыловаренный завод, разбил парк, возвёл трехэтажный дворец.
В XIX с. крупными земельными наделами в городке владели Мусины-Пушкины, которые имели сахарный завод, который потом был переделан на завод.
1859 в Сребном (уже без Подола) — 203 двора, 1334 же; действовали: 1 церковь (подольская ц-ва упоминается отдельно), Сельское управления, Сельская расправа, 3 ярмарки.
Согласно реформе 1861 в Сребном создано волостное правление временнообязанных крестьян, в ведении которого находилось 4 сельских общины (808 ревизий. душ). Казаки Сребного были подчинены Березовскому волостному правлению ведомства Палаты государственного имущества.
В Сребном действовала одноклассная министерская (1878) и приходская школы.
В 1881 году открыта приёмная палата, позже — лекарственное участок с больницей на 10 коек.
1886 — 24 двора казаков, 4 двора крестьян казённых, 201 двор крестьян-собственников, которые входили в 2-х сельс. общин (Трифановського, Рашкевич), 10 дворов мещан и др., 254 дома, 1343 ж. (Без Подола) действовали: деревьев. Кресто-Воздвиженская ц-ва, больница, двухклассное министерское сельское училище (1879), церковно школа, Становая квартира, волостное правление, почтовая станция с приемом и выдачей денежной и др. корреспонденции, посылок, земский врач и аптека, постоялый двор, 2 ветчины, 5 магазинов, базар дважды в иждень, ярмарки трижды в год (25 марта 1923 апреля, 8 сентября), кузница, 25 ветряков, 4 маслобойни, винокурня.
В 1890-х гг Сребнянский винокурня была крупнейшей в уезде; добавился четвёртые ярмарка — на 4-й недели Великого поста. В конце 19 — нач. 20 в. землевладельцами в Сребном были помещики: Михаил и Максим Данчичи, Ольга Мусин-Пушкина, Виктор Новицкий.
На 1903 г. в городке числилось около полутора тысяч жителей, Крестовоздвиженская церковь, почтовая станция. несколько лавок, базар дважды в неделю, три ярмарки и свыше 25 ветряных мельниц. При городке находится имение графини О. А. Мусиной-Пушкиной «Серебряный» площадью более 2400 десятин. В хозяйстве три севооборота: десятипольная и две шестипольные с посевами кормовых трав; семян красного клевера ежегодно продаются. В имении есть конный завод рабочих пород: чистые Арден, матки — полукровки и местные породы. С 1878 г. работает спиртзавод, производящий спирта на сумму свыше 40 тыс. руб.
Географически вместе с деревней Подолом и селами промедления, Побочиевка и Длинная-Улица Серебряное составляет одно поселение, имеющим общие выгоны и земли.
В 1910 году было 327 хоз, из них казаков — 37, крестьян — 247, евреев — 8, др. непривилегированных — 23, привилегированных — 12, Налич. 2012 же, в том числе 6 плотникам и каменщикам, 16 портных, 15 сапожников, 1 столяр, 5 кузнецов, 3 ткачи, 20 извозчиков, 72 поденщики, 40 занимались интеллигентными и 314 — пр. неземледельческого занятиями, все др. взрослое население занималось земледелием. 3923 дес. удобной земли.

### Революция и гражданская война 1917—1921
1919 году во время деникинской оккупации на Сребнянщине действовал петлюровский отряд под командованием Ф. Вигинського.

### Советский период
После окончания гражданской войны начали работать: больница, паровая мельница, маслобойня (1919), 7-летняя школа (1923), аптека (1924), трижды в год (1921) собирались ярмарки (23 марта 1921 апреля, 6 сентября).
В 1923-30 гг. Серебряное — центр района и сельсовета.
1 мая 1930 был образован колхоз «Первое Мая».
В ходе Великой Отечественной войны в 1941 году селение было оккупировано наступавшими немецкими войсками. В сентябре 1941 года в Сребном находились части 4-й танковой дивизии вермахта. Во время немецко-фашистской оккупации сожжено 682 жителей Серебряного, вывезено в Германию 787 человек.
После 1945 года присоеденены Загайки и Западинцы после 1880 года
После войны в поселке работали молочный завод, комбикормовый завод и кирпичный завод.
В январе 1989 года численность населения составляла 3933 человек.
По состоянию на 1 января 2013 года численность населения составляла 3251 человек.

## Транспорт
Посёлок находится на шоссе Киев - Сумы, в 45 км от ж.-д. станции Прилуки (на линии Гребёнка - Бахмач).